# Automobiles Ripert
Automobiles Ripert war ein französischer Hersteller von Automobilen.

## Unternehmensgeschichte

### Vorgeschichte

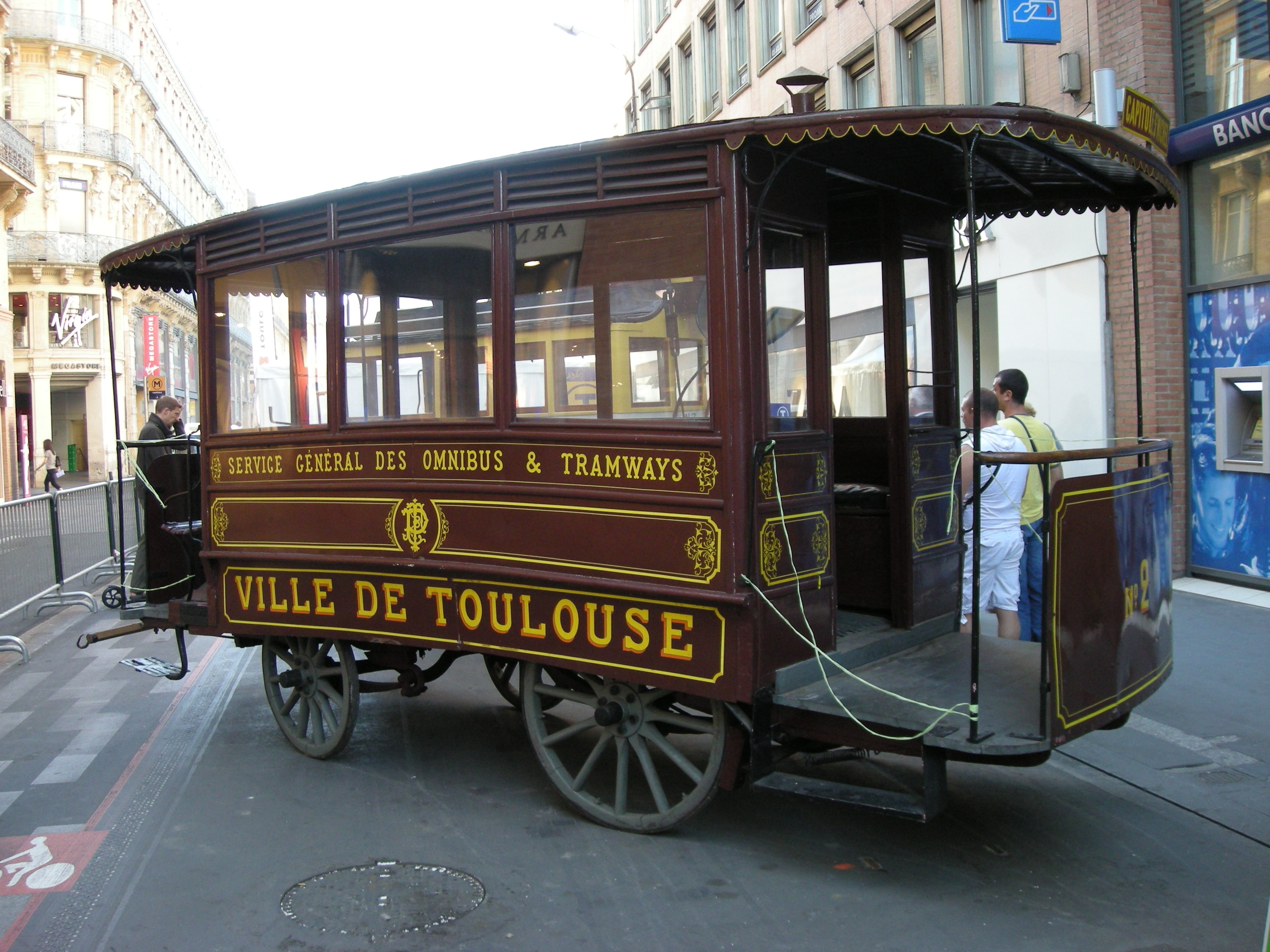
Ein Tram Omnibus Car Ripert von 1881

Die Firma wurde in den 1870er Jahren vom Karosseriebauer Antoine Ripert gegründet. In den ersten Jahren baute man in Marseille Wagen für Pferdeomnibusse, die als „Tram Omnibus Car Ripert“ bzw. kurz „Car Ripert“ in zahlreichen französischen Städten verbreitet waren, aber auch in Spanien, Belgien und der Schweiz Abnehmer fanden. Sie glichen Pferdebahnwagen mit an beiden Enden offenen Plattformen, liefen jedoch auf hölzernen Speichenrädern. Da sie keine Schienen benötigten, waren sie für Orte, die die Ausgaben für ein Schienennetz scheuten, interessant. Sie wurden aber auch auf schwach frequentierten Strecken in Städten, auf deren Hauptlinien Pferdebahnen liefen, eingesetzt.

### Automobiles Ripert
Im Jahr 1899 begann das Unternehmen mit der Produktion von Automobilen und nannte sich Automobiles Ripert. Der Markenname lautete Ripert. 1902 endete die Produktion, insgesamt entstanden nur wenige Exemplare.

## Fahrzeuge
Das Unternehmen stellte Fahrzeuge mit Zweizylindermotoren her. Zur Wahl standen Motoren mit 6 PS Leistung und mit 12 PS Leistung. Bei beiden Modellen war der Motor vorne im Fahrgestell montiert und trieb über Riemen die Hinterachse an. Das Getriebe verfügte über vier Gänge.
Ein Fahrzeug dieser Marke war 1996 im Cité de l’Automobile – Musée National – Collection Schlumpf in Mülhausen zu besichtigen.